# 中新镇 (广州)
中新镇，是中华人民共和国广东省广州市增城区下辖的一个行政建制镇。

## 行政区划
中新镇下辖以下地区：
中新社区、福和社区、中新村、大田村、乌石村、霞迳村、中岭村、山美村、团结村、集丰村、九和村、联丰村、慈岭村、莲塘村、坑背村、联安村、新围村、双塘村、里汾村、濠迳村、坳头村、南池村、田美村、合益村、三星村、心岭村、五联村、安良村、茅田村、三迳村、永兴村、泮霞村、官塘村、大安村、池岭村、简塘村和新安村。

## 交通

### 地铁
█21号线：中新站、坑贝站